# Зандри

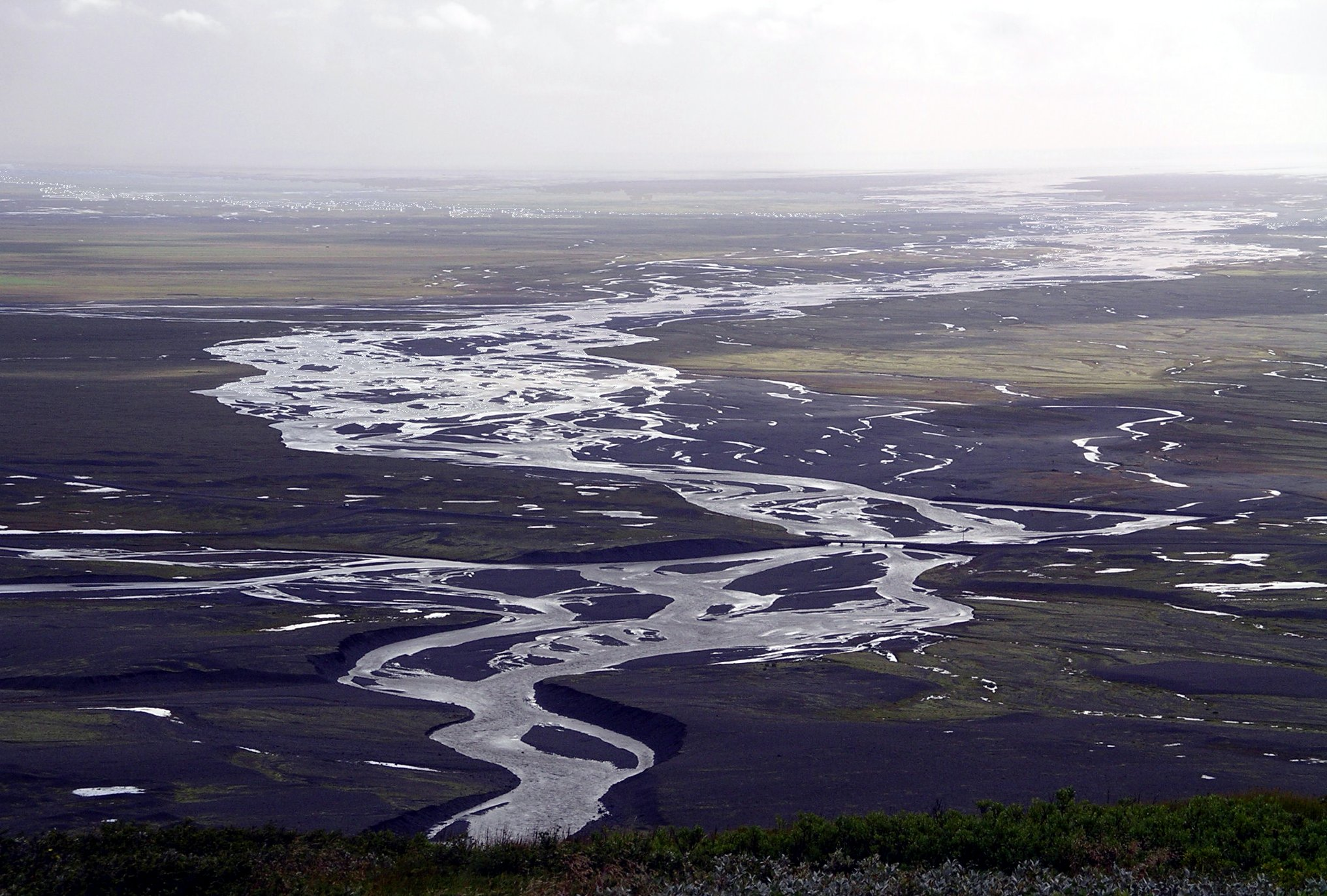
Ісландські зандри

Са́ндр або За́ндр (від ісл. Sandr, з польської Sandr, імовірно з нім. Sander, , одн., походить від слова «sand» — «пісок»; рос. зандры, або сандры англ. sandr, outwash, outwash plain) — хвиляста рівнина, утворена піщаними відкладами і галькою льодовикового, алювіального і прибережно-морського походження. Форма водно-льодовикового акумулятивного рельєфу, утвореного потоками талих льодовикових вод біля краю льодовика.
Розрізняють поодинокі, покривні (зандрові рівнини) та долинні зандри.

## Етимологія

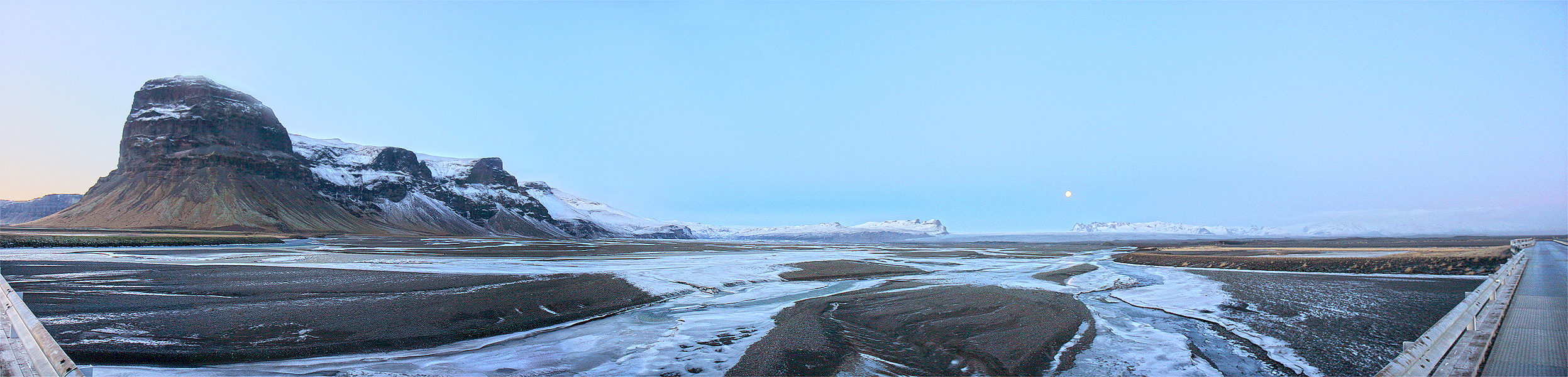
Західний край Skeiðarársandur в Ісландії демонструє дифузні дренажні канали, типові для сандру.

Одним із зандрів, від якого походить загальна назва, є Скейдарарзандр — широка піщана пустка вздовж південно-східного узбережжя Ісландії, між льодовиковою шапкою найбільшого льодовика Ісландії Ватнайокутль і морем.

## Формування
Утворюються в результаті акумуляції флювіогляціального матеріалу перед льодовиковим фронтом. Зандрові рівнини формують потужні водні потоки, які витікаючи з деградуючого льодовика виносять на його передпілля величезну кількість уламкового матеріалу, який вони відкладають за зовнішнім краєм кінцевих морен. Виходячи на слаборозчленовану рівнинну поверхню, потоки талих льодовикових вод широко розтікаються по ній та відкладають принесений матеріал за певною системою: ближче до чола льодовика — крупніший (крупнозернистий пісок, гравій, галька), далі — майже виключно піщаний матеріал. Такі зандрові рівнини утворюються і тепер перед чолом гірських льодовиків.

## Поширення
Поширені на Західному Сибіру, на Мещерській низовині, взагалі на Східноєвропейській рівнині, в Білорусі, Балтійському регіоні, у Польщі, Ісландії тощо.
На території України покривні зандри у вигляді смуг до 20-30 км завширшки, що сформувалися в результаті злиття поодиноких конусів, як самостійні форми рельєфу, поширені на Поліссі (на межиріччях Убідь — Ревна — Десна й Уж — Тетерів). На деяких ділянках покривні зандри мають характерний хвилястий чи западинний мікрорельєф.

## Будова
Зандри укладені різнозернистими пісками загальною потужністю 3-10 м, зрідка гравітаційними пісками з невеликою домішкою грубшого матеріалу.

## Долинні зандри
Долинні зандри поширені переважно біля південної межі Дніпровського льодовикового потоку, пов'язані з улоговинами та долинами стоку талих льодовикових вод. На вододілах Тясмин — Вільшанка-Гнилий Тікич, Тясмин — Інгулець, Сейм — Псел вони виражені плоскими поверхнями, а в місцях, де долини стоку успадковані сучасними річковими долинами, мають вигляд флювіогляціальних терас. Складені піщано-гравійними відкладами потужністю 15-20 м з досить великим вмістом гальки та валунів.

## Викопні зандри
Викопні зандри знайдені в районах, які раніше були покриті льодом. Прикладом може бути долина річки Аск в Південному Уельсі, де наприкінці останнього льодовикового періоду льодовик долини Аск, що відступав, залишив серію рецесійних морен і зандрових відкладень вниз по долині. Багато поверхонь зандр все ще видно, хоча вони й деградували протягом наступних тисячоліть. Великі зандри також зареєстровані на сході Чеширської рівнини та під затокою Моркамбе, обидва на північному заході Англії. Відкладення «долинних зандр» зареєстровані в різних місцях того самого регіону.

## Інтернет-ресурси
- NASA page about the Skeiðarársandur
- A study of sandur formation in western Greenland